# Osvaldo Zambrana
Pour les articles homonymes, voir Zambrana (Alava).
Osvaldo (ou Oswaldo) Zambrana Enríquez est un joueur d'échecs bolivien né le 7 juillet 1981 à Sucre.
Au 1er octobre 2020, il est le premier joueur bolivien avec un classement Elo de 2 438 points.

## Biographie et carrière
Grand maître international depuis 2007, Osvaldo Zambrana a remporté le championnat bolivien à cinq reprises de 2002 à 2014.
Osvaldo Zambrana a représenté la Bolivie lors de huit olympiades (en 1998, 2000, 2002, 2004, 2006, 2008, 2012 et 2014), remportant la médaille d'argent au troisième  échiquier lors de l'Olympiade d'échecs de 2000 avec une marque de 7 points sur 9.
IL finit onzième avec 7,5 points sur 13 du championnat panaméricain d'échecs en 2013